# Afroestricus
Afroestricus is een vliegengeslacht uit de familie van de roofvliegen (Asilidae).

## Soorten
- A. abyssinia Scarbrough, 2005
- A. chiastoneurus (Speiser, 1910)
- A. eminentis Scarbrough, 2005
- A. fulaui Scarbrough, 2005
- A. hamulus Scarbrough, 2005
- A. insectaris Scarbrough, 2005
- A. kimerus Scarbrough, 2005
- A. macroscelis (Bezzi, 1906)
- A. minutus (Bromley, 1936)
- A. morani Scarbrough, 2005
- A. persuasus (Oldroyd, 1960)
- A. sadaukii Scarbrough, 2005
- A. sankofa Scarbrough, 2005
- A. variabilis (Engel, 1929)
- A. varipes (Curran, 1927)
- A. velatus Scarbrough, 2005
- A. verutus Scarbrough, 2005
- A. victus Scarbrough, 2005
- A. vittatus (Curran, 1927)
- A. vorax Scarbrough, 2005